# Arja Alho
Arja Inkeri Alho (ur. 21 marca 1954 w Hartoli) – fińska polityk, politolog i działaczka samorządowa, posłanka do Eduskunty, w latach 1995–1997 minister.

## Życiorys
Ukończyła szkołę pielęgniarską, po czym do pierwszej połowy lat 80. pracowała jako pielęgniarka i w administracji regionalnej jako urzędniczka w wydziale spraw społecznych i zdrowia. Kształciła się na Uniwersytecie Helsińskim, na którym w 1989 uzyskała magisterium z nauk politycznych, a w 2004 doktoryzowała się w tej samej dziedzinie.
Działaczka Socjaldemokratycznej Partii Finlandii. Od 1978 do 1979 pełniła funkcję sekretarza generalnego jej organizacji studenckiej SONK. W latach 1980–1999 zasiadała w radzie miejskiej Helsinek, od 1989 do 1990 będąc jej przewodniczącą. W latach 1983–1999 oraz 2003–2007 sprawowała mandat deputowanej do fińskiego parlamentu. W kwietniu 1995 została ministrem minister w kancelarii premiera oraz w ministerstwie finansów w nowo utworzonym rządzie Paava Lipponena. Jeszcze w tym samym miesiącu dodatkowo powołano ją na funkcję ministra w resorcie spraw społecznych i zdrowia. Jako minister wydała decyzję o obniżeniu kwoty, do której wpłacenia tytułem wyrównania części strat banku STS-Pankki został zobowiązany Ulf Sundqvist, zarządzający uprzednio tym bankiem i były przewodniczący socjaldemokratów. Ujawnienie tej decyzji doprowadziło do odejścia Arji Alho z rządu w październiku 1997.
W latach 2007–2008 stała na czele władz miejskich w Siuntio. Wybierana na radną tej gminy, w latach 2013–2017 stała na czele tego gremium. W 2009 objęła stanowisko redaktora naczelnego magazynu „Ydin”.